# Normance
Normance (sottotitolato Féerie pour une autre fois II) è un romanzo dello scrittore francese Louis-Ferdinand Céline pubblicato da Gallimard nel 1954. Si tratta della diretta continuazione di Pantomima per un'altra volta uscito due anni prima, i due volumi erano difatti stati pensati originariamente dall'autore come un unico libro.
Il romanzo è dedicato a Plinio il Vecchio, a causa della somiglianza nella descrizione che Céline fa di un'eruzione del Vesuvio. La storia è una versione romanzata delle esperienze dell'autore durante l'ultimo scorcio della seconda guerra mondiale.

## Trama

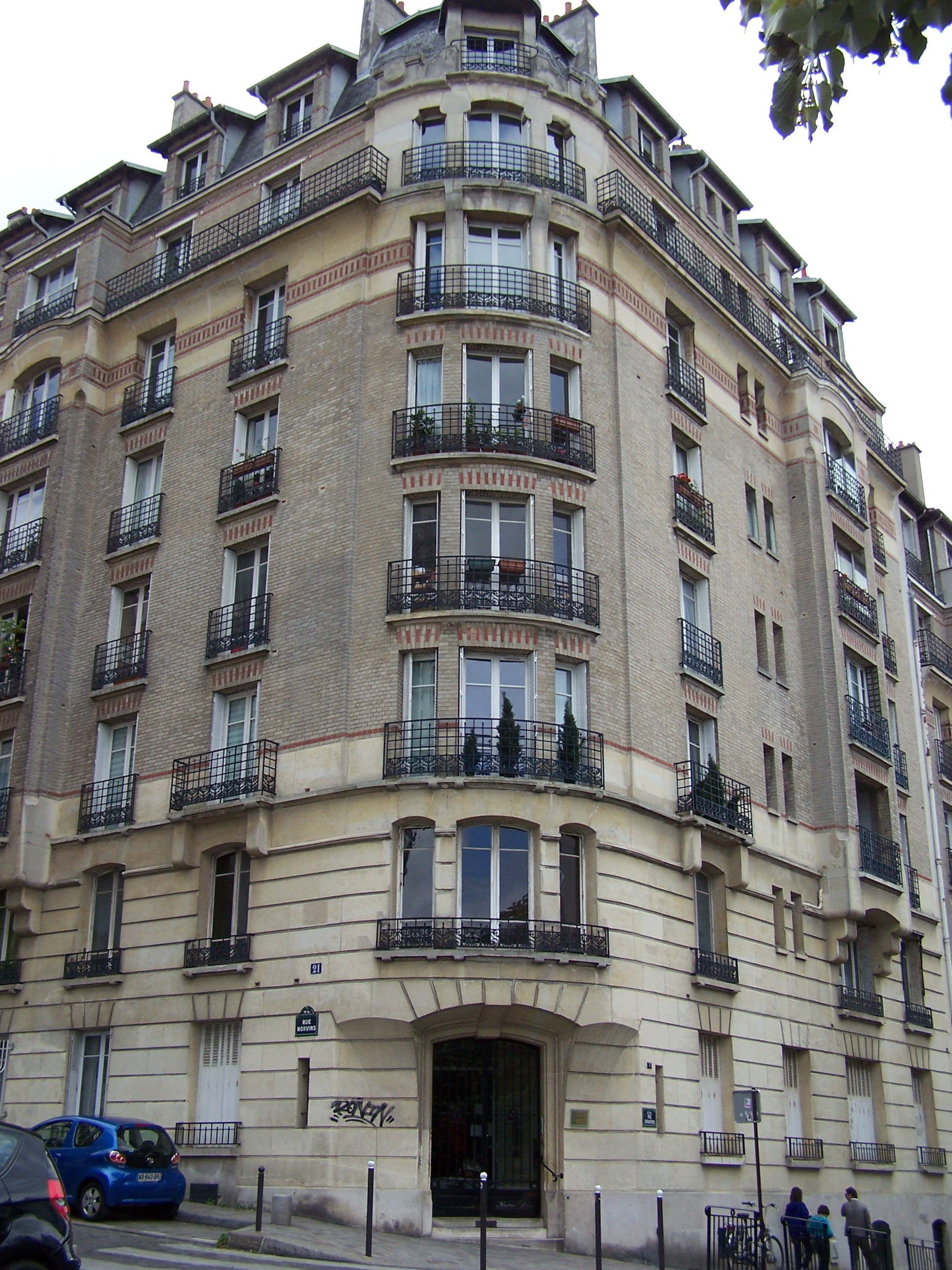
Rue Girardon

Ferdinand, malato, torna a casa dopo due anni di prigionia e va ad abitare in un edificio dall'altra parte di Rue Girardon dove risiedeva precedentemente: qui la realtà seguirà pari passo a fantasia barocca ed esuberante dello scrittore afflitto e colpito da attacchi paranoici. Ripensa alla guerra, cominciando dall'episodio in cui cadde dal vano dell'ascensore.
Nel giugno 1944 è sottoposto a un'intera nottata di bombardamenti da parte delle truppe anglo-americane; all'alba torna a casa dove ritrova il gatto che era scappato terrorizzato dalle bombe. Entrato nel portone in casa, egli incontra un attore delirante che in abito da sera attende l'arrivo di Winston Churchill e Franklin Delano Roosevelt.
Nel finale si ritrova in strada, cercando di raggiungere il versante occidentale della collina prospiciente in direzione della metropolitana; col portiere del suo palazzo che tenta di raccogliere le centinaia di fogli scritti da Ferdinand che stanno per esser portati via dal vento.

## Edizioni

### Edizioni francesi
- Féerie pour une autre fois, II. Normance, Paris: Gallimard, 1954
- Normance, in Œuvres, vol. IV, a cura di Jean A. Ducourneau, prefazione di Marcel Aymé, Paris: Balland, 1967
- Normance, in Œuvres, vol. VI, a cura di Frédéric Vitoux, Paris: Éditions du Club de l'honnête homme, 1981
- Normance: Feriee pour une autre fois, II, Paris: Gallimard (Folio n. 1053), 1992 ISBN 20-70-37053-4
- Feriee pour une autre fois, II (Normance), in Romans, vol. 4, Paris: Gallimard (Bibliothèque de la Pléiade n. 403), 1993 ISBN 978-20-701-1336-1

### Edizioni italiane
- Normance, trad. e risvolto di Giuseppe Guglielmi, Collana Supercoralli, Torino: Einaudi, 1988 ISBN 88-06-11418-2, pp. 269
- Pantomima per un'altra volta. Normance, traduzione di Giuseppe Guglielmi, Prefazione di Massimo Raffaeli, Collana Letture, Torino, Einaudi, 2020, ISBN 978-88-062-4495-8.